# Ilyodon furcidens
Ilyodon furcidens és una espècie de peix de la família dels goodèids i de l'ordre dels ciprinodontiformes.

## Morfologia
- Els mascles poden assolir 7 cm de longitud total i les femelles 9.[4][5]

## Hàbitat
És un peix d'aigua dolça, de clima tropical (24 °C-27 °C) i demersal.

## Distribució geogràfica
Es troba a Centreamèrica.

## Observacions
És inofensiu per als humans.